# Eamont Bridge
Eamont Bridge ist ein kleiner Ort in Cumbria, England. Eamont Bridge liegt am südlichen Rand von Penrith. Im Süden und Osten des Ortes fließt der River Lowther und im Norden der River Eamont. Der Lowther mündet östlich des Ortes in den Eamont.
Die Autobahn M6 und die Fernstraße A6 überqueren bei Eamont Bridge zuerst den Lowther und anschließend den Eamont.
Zusammen mit dem Ort Yanwath bildet Eamont Bridge die civil parish Yanwath and Eamont Bridge. Die civil parish hat 457 Einwohner (2001).
Am 12. Juli 927 trafen sich nach der Schilderung der Angelsächsischen Chronik sowie der Historiker William of Malmsbury und John of Worcester die Könige Æthelstan, Konstantin II., Eógan I., Howell der Gute und Ealdred I bei Eamont Bridge. Die Könige erkannten hier die Oberherrschaft Æthelstans an, was als die Gründung des Königreichs England gilt.
In Eamont Bridge gibt es zwei neolithische Erdwerke, die King Arthur’s Round Table Henge und die Mayburgh Henge. Es wird vermutet, dass die Erbauer dieser Anlagen sie durch den River Lowther mit weiteren Anlagen bei Shap in Verbindung sahen.